# Saksońska Republika Rad
Saksońska Republika Rad (niem. Sachsen Räterepublik) – powołana w drodze rewolucji republika socjalistyczna na terenie Wolnego Państwa Saksonia, części Republiki Weimarskiej, istniejąca podczas rewolucji listopadowej 1918/1919. Proklamowana 13 listopada 1918 roku, a zlikwidowana w 1919 roku przez siły rządowe.
| Premierzy Saksońskiej Republiki Rad | Premierzy Saksońskiej Republiki Rad            |
| ----------------------------------- | ---------------------------------------------- |
| Nazwisko                            | Urzędowanie                                    |
| Richard Lipinski                    | 15 listopada 1918 roku – 21 stycznia 1919 roku |
| Georg Gradnauer                     | 21 stycznia 1919 roku – 14 marca 1919 roku     |